# کازیمیر هناتوف
کازیمیر هناتوف (انگلیسی: Kazimir Hnatow; ۹ نوامبر ۱۹۲۹ – ۱۶ دسامبر ۲۰۱۰) بازیکن فوتبال اهل فرانسه با تبار اوکراینی بود.
از باشگاه‌هایی که در آن بازی کرده‌است می‌توان به باشگاه فوتبال متس و باشگاه فوتبال آنژه اشاره کرد.